# Доналдсонвил (Луизијана)
Доналдсонвил (енгл. Donaldsonville) град је у америчкој савезној држави Луизијана.

## Демографија
По попису из 2010. године број становника је 7.436, што је 169 (-2,2%) становника мање него 2000. године.
| Група             | 2000.         | 2010.         |
| Белци             | 2.242 (29,5%) | 1.675 (22,5%) |
| Афроамериканци    | 5.257 (69,1%) | 5.651 (76,0%) |
| Азијати           | 9 (0,1%)      | 15 (0,2%)     |
| Хиспаноамериканци | 84 (1,1%)     | 65 (0,9%)     |
| Укупно            | 7.605         | 7.436         |